# Зеленогорский (Кемеровская область)
Зеленого́рский — посёлок городского типа в Крапивинском районе Кемеровской области России. Второй по численности населения посёлок в районе, по этажности превосходящий свой районный центр (Крапивинский).
Население посёлка — 4612 чел. (2021).

## Название
В народе посёлок иногда называется кратко — Зеленогорск. Производный катойконим — зеленогорцы.

## География
Посёлок расположен на левом берегу реки Томи и на правом берегу реки Большой Кедровки, на западной границе горной системы Кузнецкого Алатау.
Расстояния от посёлка Зеленогорского:
- до областного центра — города Кемерова — 113 км,
- до районного центра — города Крапивинского — 15 км,
- до железнодорожной станции Ленинск-Кузнецкий — 70 км.

Площадь посёлка — 0,55 км². Высота над уровнем моря — от 180 (в районе лодочной базы) до 250 (в районе недостроенного радиозавода) м над уровнем моря.

### Климат
Район в окрестностях посёлка характеризуется резко континентальным климатом со значительными годовыми и суточными колебаниями температур. Это обусловлено не только региональным положением района внутри Северной Азии, но и его приуроченностью к зоне с горным сооружением Кузнецкого Алатау. Существенное влияние на климат Зеленогорска также оказывает пространственная ориентировка основных геоморфологических элементов, в первую очередь, речных долин и водоразделов: река Томь подходит к посёлку с юга, затем в районе створа Крапивинской ГЭС резко поворачивает на запад и проходит в ближайшей точке с севера от посёлка; река Кедровка также подходит к посёлку с юга, затем поворачивает на запад и огибает посёлок с юга и запада.
Среднегодовая температура воздуха около 1,40 °C. В среднем насчитывается 280 солнечных дней в году. Средняя продолжительность безморозного периода — 120 дней. Посёлок расположен в зоне достаточного увлажнения: в среднем выпадает около 600 мм осадков, причем около 450 мм приходится на тёплый период. Продолжительность снежного покрова около 160 дней. Средняя глубина промерзания почвы на территории посёлка составляет около 200 см.

Минимальная температура воздуха −45 °C…-47 °C, но такие сильные морозы длятся обычно не более недели. Наиболее высокие температуры воздуха в поселке достигают летом +35-38°С.
| Показатель                    | Янв.  | Фев.  | Март  | Апр. | Май  | Июнь | Июль | Авг. | Сен. | Окт. | Нояб. | Дек.  | Год  |
| ----------------------------- | ----- | ----- | ----- | ---- | ---- | ---- | ---- | ---- | ---- | ---- | ----- | ----- | ---- |
| Средний суточный максимум, °C | −11,8 | −9,7  | −1,3  | 8    | 17,1 | 23,4 | 25,6 | 22,3 | 16,1 | 6    | −4    | −10,2 | 7,2  |
| Средняя температура, °C       | −16,5 | −15,3 | −7,1  | 2,4  | 10,6 | 16,9 | 19,5 | 16,4 | 10,5 | 1,9  | −8,1  | −14,6 | 1,4  |
| Средний суточный минимум, °C  | −21,2 | −20,9 | −12,9 | −3,1 | 4,1  | 10,5 | 13,4 | 10,6 | 4,9  | −2,2 | −12,1 | −19   | −3,6 |
| Норма осадков, мм             | 22    | 16    | 17    | 29   | 51   | 68   | 66   | 68   | 43   | 44   | 32    | 25    | 481  |
| Источник: «CLIMATE-DATA.ORG»  |       |       |       |      |      |      |      |      |      |      |       |       |      |

### Часовой пояс
посёлок Зеленогорский, как и вся Кемеровская область, находится в часовой зоне МСК+4. Смещение применяемого времени относительно UTC составляет +7:00.

## История
Зеленогорский построен исключительно в рамках проекта сооружения водохранилища. Оно считалось необходимым звеном в цепи водоохранных мероприятий в бассейне реки Томи. Бо́льшая часть населения посёлка Зеленогорского — гидростроители, съехавшиеся в своё время из разных регионов на стройку века.
29 октября 1974 года на место будущего посёлка прибыла первая кучка водителей с Капчагайской ГЭС. В 1975 году на данном месте вырос посёлок гидростроителей Пионерный, застроенный небольшими деревянными домиками и вагончиками. В ноябре 1976 году уже был сдан первый 60-квартирный дом.
В ноябре 1976 года посёлку Пионерному в законном порядке были присвоены статус населённого пункта и наименование Зеленогорский. В том же году был образован Зеленогорский поселковый Совет народных депутатов. Первый глава посёлка — Сазонов Геннадий Фёдорович.
В 1977 году Зеленогорский получил статус городского типа. Важным событием был также запуск автоматической телефонной станции на 100 номеров.
В июле 1977 года открылся детский сад на 140 мест, а в марте 1980 года — новый детский сад № 3 «Мишутка». В 1981 году впервые был открыт Дом пионеров и школьников.
С 1986 года началось строительство плотины. В том же году был создан культурно–спортивный комплекс, в который входили представители общественных объединений, учреждений культуры, спорта и народного образования.
В 1989 году Кемеровским областным Советом народных депутатов было решено прекратить работы по подготовке ложа водохранилища с 8 часов 3 августа, а также все работы на основных сооружениях — с 7 августа того года, кроме согласованных с облисполкомом работ по консервации.
18 августа 1990 года в Зеленогорском состоялось открытие филиала Кемеровского профессионального училища № 77.
Освоив около 60% сметной стоимости объекта, в 1991 году Кузбассгидроэнергострой прекратил работу.
1 сентября 1999 года после большой переделки здания состоялось открытие новой Зеленогорской музыкальной школы, площадь которой составила 1476 м². Школа была технически оснащена и полностью снабжена мебелью и музыкальными инструментами.
До основания посёлка Зеленогорского на месте дачного посёлка «Бартеновка» СПК «Мичуринец» на берегу реки Большая Кедровка находилась ныне упразднённая деревня Бартеневка, сейчас это место находится на территории Зеленогорского городского поселения в низине перед въездом в посёлок. Деревни Бартеневка не существует с 1967 года, деревня исключена из списка населенных пунктов Крапивинского района только 17.09.2005. В деревне Бартеневка Крапивинского района 1 сентября 1928 года в семье чувашских крестьян родился Пётр Гаврилович Кипарисов - член Ленинградского Союза художников.
Также в близи от современного Зеленогорского в 1916 году Вучичевич-Сибирский вместе со своей семьёй переехал жить в Крапивинскую волость Щегловского уезда, где на левом берегу реки Томь, вблизи деревни Калашное (позже посёлок Калашко упразднен), построил себе дом, в которой разместил большую и просторную мастерскую. Его приезд оказался крупным событием для такого небольшого поселения, поскольку именно у него в гостях многие местные жители впервые смогли увидеть такие, по тем временам, чудеса техники, как рояль, фотоаппарат, домашняя обсерватория, оснащённая телескопом и подзорными трубами. В честь Вучичевича-Сибирского назвали бульвар в центре посёлка Зеленогорского. Посёлок Калашное находился левом берегу у поворота реки Томь в районе створа Крапивинской ГЭС на территории Зеленогорского городского поселения. На против поселка Калашное на правом берегу реки находились урочище Малое Осипово и урочище Тараданиха. Перечисленные бывшие поселения попадают в зону затопления Крапивинской ГЭС.Калашное на карте.

## Население
| 1979  | 1989  | 2002  | 2009  | 2010  | 2011  | 2012  |
| ----- | ----- | ----- | ----- | ----- | ----- | ----- |
| 2753  | ↗6451 | ↘5382 | ↘5048 | ↗5175 | ↗5179 | ↘5074 |
| 2013  | 2014  | 2015  | 2016  | 2017  | 2018  | 2019  |
| ↘5031 | ↘5007 | ↘4933 | ↘4930 | ↘4927 | ↘4869 | ↘4736 |
| 2020  | 2021  |       |       |       |       |       |
| ↘4648 | ↘4612 |       |       |       |       |       |

## Экономика
Промышленность представлена несколькими предприятиями, заводом железобетонных изделий, строительными организациями, лесными хозяйствами и частным предпринимательством.

### Гостиничные услуги
Для размещения туристов и гостей посёлка доступны следующие варианты:

#### Гостиничный комплекс «Спортотель»
Расположен по адресу: Центральная ул., 25, пгт. Зеленогорский.  
- Категория: без звезд.
- Вместимость: 51 место.
- Удобства: общая душевая зона, номера оснащены постельным бельем и полотенцами. Некоторые номера включают холодильник, микроволновую печь, телевизор.

#### Загородный клуб «Зель диего»
Расположен в пригороде посёлка на берегу реки Томь в районе турбаз.  
- Вместимость: 46 мест.
- Услуги: баня, чан, кальянная, гостиничные номера.

### Туризм
В посёлке построено множество туристических баз на реке Томь в районе дачного посёлка «Бартеновка-2». В районе Бартеновка есть всесезонный загородный клуб на берегу Томи с гостиничные номерами, баней и чаном, кальянной.
Через посёлок организованы маршруты в дикие таёжные места для охоты, собирательства дикоросов и рыбалки в чистейших горных притоках Томи.

#### Горно-лыжный комплекс
Имеется Зеленогорский горно-лыжный комплекс. Сезон катания на горных лыжах и сноубордах продолжается с декабря по март. В ГЛК оборудовано две трассы протяженностью 1200 м и 950 м, зеленой категории сложности. Максимальный перепад высот 103 м. Трассы расчищаются ратраками, системы искусственного оснежения нет. На склоне ГЛК «Зеленогорский» установлен бугельный подъемник. Спуски в вечернее время не освещены, катание продолжается до 18-00. У нижней станции подъемника есть теплая раздевалка, пункт проката горных лыж и кафе.

#### Событийный туризм
Фестиваль «Железное кружево» стал центром притяжения туристов. Арт-объекты из металлолома стали визитной карточкой посёлка.

### Производственные предприятия
Основные предприятия посёлка:
- ООО «Зеленогоский ЗЖБИ»
- ООО «СУ-5 ПГС»;
- ООО «Бытовик»
- Зеленогорское ГПАТПКО;
- ЗАО «Наладка»;
- ДСКГУ;
- МУП «Рассвет».
- ТСЖ «Легион»
- ТСЖ «Рубикон»
- ООО «ТЭП»
- ООО «Крапивинская ТСК»

В главное административное здание поселка принадлежал офису ФГУ «Дирекция строящегося Крапивинского Гидроузла с гидроэлектростанцией и водохранилищем на реке Томи» позже Федеральному Государственному Водохозяйственному Учреждению "ВЕРХНЕОБЬРЕГИОНВОДХОЗ". Офис находится по адресу п. Зеленогорский, Центральная улица, 33.

### Энергетика
Для обеспечения посёлка электричеством подходит высоковольтная линия электропередач 110 кВ, и имеется 2 понижающие электрические подстанции. Одна из подстанций используется для обеспечения электричеством самого посёлка, вторая для обеспечения строительства Крапивинской ГЭС (ныне демонтирована).
Через границы посёлка проходит единственная самая высоковольтная линия электропередач Итат — Барнаул — Экибастуз — Кокшетау — Костанай — Челябинск проектного напряжения 1150 кВ. В народе называемая «Миллионка» отражает напряжение в миллион вольт. В настоящий момент работает под напряжением 500 кВ. Пересекает реку Томь в районе створа Крапивинской ГЭС. Опора ЛЭП на низком берегу реки в высоту составляет 130 метров.

### Крапивинская ГЭС
Основная статья: Крапивинская ГЭС
В 1976 году началось строительство гидроэлектростанции на Томи в Кемеровской области у посёлка Зеленогорский. В 1989 году строительство было заморожено.
17 февраля 2020 года РусГидро и Правительство Кемеровской области — Кузбасса подписали соглашение о сотрудничестве по проекту завершения строительства Крапивинского гидроузла. Учитывая важность проекта достройки Крапивинской ГЭС для экономики региона и страны в целом, РусГидро и Кемеровская область договорились о совместной работе по его внесению на обсуждение Правительства РФ и Госсовета РФ, а также в комплексный план модернизации и расширения магистральной инфраструктуры на период до 2024 года, который утвержден Правительством РФ во исполнение указа Президента РФ «О национальных целях и стратегических задачах развития Российской Федерации на период до 2024 года». Проект завершения строительства Крапивинского гидроузла также будет учтен при разработке концепции развития Кемеровской области.

## Образование
- Зеленогорская общеобразовательная школа.
- Сельское профессионально-техническое училище (СПТУ).
- Детская школа искусств.
- Детский сад «Улыбка»
- Детский сад «Мишутка»
- Детский сад «Родничок»
- Зеленогорский многопрофильный техникум

## Здравоохранение
Основным медицинским учреждением посёлка является Крапивинская ЦРБ. Больничный комплекс включает в себя операционный блок, родильное, хирургическое, терапевтическое и гинекологическое отделения. В структуру комплекса так же вошли физиотерапевтическое отделение, кабинет ЭКГ, станция скорой медицинской помощи. Среди врачей и медицинского персонала немало заслуженных работников, отличников здравоохранения, почётных граждан.
Крапивинская ЦРБ расположена по адресу: пос. Зеленогорский, ул. Центральная, 31.
В Зеленогорском действует детское медицинское учреждение — дом ребенка: ГКУЗ «Губернаторский дом ребенка специализированный «Остров доброты»» по адресу ул. Центральная, 77.

## Спорт

### Многофункциональный спортивный комплекс
В посёлке расположен многофункциональный спортивный комплекс, включающий:
- Футбольное поле
- Волейбольную и баскетбольную площадки
- Три лыжероллерные трассы (800 м, 1500 м и 2500 м)
- Гимнастический комплекс
- Тренажёрный зал с современным оборудованием
- Комплекс располагает раздевалками, помещениями для проката спортивного инвентаря. Трасса 800 м оснащена искусственным освещением. Уникальный рельеф местности позволяет использовать объекты комплекса для тренировок повышенной сложности.

Идёт проектирование биатлонного стрельбища размером 70х90 м с 30 огневыми позициями.

### Горнолыжный комплекс
Действует горнолыжный комплекс с двумя трассами зелёной категории сложности (950 м и 1200 м) и перепадом высот 103 м.

## Культура
Сеть учреждений культуры представляют: клубы и Дом культуры, народные коллективы, киноустановки, автоклуб, детская школа искусств, библиотека.

### Детская школа искусств
В Зеленогорской ДШИ более 300 детей ежегодно занимаются на пяти отделениях. Многие преподаватели награждены Почётными грамотами Администрации области и Министерства культуры. Директор ДШИ — Л. Н. Павлович заслуженный работник культуры РФ, депутат районного Совета народных депутатов, возглавляет школу с момента её основания 1977 г. С 2013 года директором ДШИ является Зарубина Наталья Алексеевна.
- Образцовый детский хореографический коллектив «Радуга» Руководитель Чернышова Ирина Ивановна;
- Фольклорный ансамбль «Лазорица» руководитель Еременко Юлия Александровна;
- Ансамбль баянистов руководитель Костенко Анатолий Михайлович;
- Народный вокальный ансамбль «Вдохновение» Руководитель Павлович Лидия Николаевна.

Хореографические коллективы активно принимают участие на важных мероприятиях района. Также являются победителями Российских, международных конкурсов-фестивалей в Канске, Новосибирске, Сочи, Анапе.

### Зеленогорский Дом детского творчества
МБОУ ДОД «Зеленогорский Дом детского творчества» В Доме творчества занимается более 900 детей. Среди которых лауреаты победители и участники районных, областных, межрегиональных, Всероссийских и международных конкурсов. Педагоги награждены благодарственными письмами, почётными грамотами, медалями. Администрации Кемеровской области. 

### Музей истории строительства Крапивинского гидроузла
Музей истории строительства Крапивинского гидроузла, создан в рамках реализации проекта «Музей гидроузла. Спасти от забвения». Проект музея стал победителем второго конкурса Фонда Президентских грантов в номинации «Сохранение исторической памяти». Музей имеет три зала и разнообразные экспонаты из эпохи строительства гидроэлектростанции. В музее имеется экспозиция поселка Пионерного - предшественника поселка Зеленогорского, вторая экспозиция просвещена летописи строительства гидроузла, третье пространство рассказывает о быте и спортивно-культурных реалиях первых жителей.

### Музыка

#### «Народная» детская эстрадная группа «Каникулы»
Годы активности: 1988–1993  

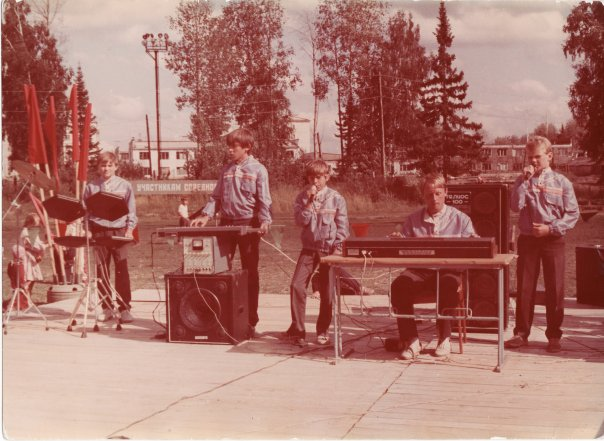
Группа «Каникулы»

Группа была создана в 1988 году в поселке Зеленогорском. Художественный руководитель и автор песен — Долматов Степан Борисович. 
Основные события:
- Весной 1989 года состоялись первые концерты в доме культуры посёлка Зеленогорского, посёлка Крапивинского и школах-интернатах города Кемерово.
- Летом 1989 года группа выступила в пионерском лагере «Огонёк».
- В сентябре 1989 года был записан первый телевизионный альбом «Знакомство» на Кемеровском телевидении.
- В ноябре 1989 года группа приняла участие в детской телепередаче «Весёлые нотки» центрального телевидения в Москве.

Награды и достижения:
- Четырежды получала премию «Первого лауреата» на областном фестивале детских эстрадных жанров «Радость» (1990–1993) в городе Мыски.
- В 1991 году удостоена почётного звания Народного коллектива.
- Зимой 1991 года стала лауреатом международного детского эстрадного фестиваля «Рождественские подарки» в городе Барнаул.

Записи и выступления:
- Осенью 1991 года записан второй телевизионный альбом, зимой 1992 года — третий.
- В 1992 году группа приняла участие в съемке теле-шоу «Шире круг» в Москве, где исполнила песню «Томь-река». В концерте участвовали Ярослав Евдокимов, Вячеслав Малежик, Андрей Державин, Крис Кельми, Женя Белоусов, Маша Распутина, Сестры Роуз, Александр Добрынин младший, Александр Барыкин, Александр Буйнов и др.

Распад:
В марте 1993 года группа «Каникулы» прекратила свою деятельность.

### Фестиваль Железное кружево
«Железное кружево» — ежегодный фестиваль актуального искусства, проводимый с 2021 года в посёлке Зеленогорском. Фестиваль объединяет мастеров сварочного и кузнечного дела, художников и любителей, которые создают арт-объекты из металлолома и отходов металлического производства.

#### Идея фестиваля
Фестиваль направлен на решение экологических проблем через искусство. Металлолом, который загрязняет окружающую среду, получает вторую жизнь в виде уникальных скульптур, становясь частью городской среды.

#### Цели и задачи
- Приобщение широкого круга профессионалов, студентов и любителей к искусству работы с металлом.
- Популяризация новых форм уличного искусства («паблик арта») из металлолома.
- Выявление лучших мастеров сварочных работ и художественной ковки.
- Формирование положительного имиджа металлической скульптуры как особого вида творчества.
- Привлечение внимания к проблемам экологии и использованию металлолома для создания произведений искусства.
- Развитие событийного туризма и благоустройство городской среды.

#### Программа фестиваля (2024)
Фестиваль проходит в течение двух дней и включает разнообразные мероприятия:
- Конкурс актуального искусства из металлолома.
- Интерактивные площадки: игровые зоны, этно-пространство, арт-площадка.
- Мастер-классы по сварке и ковке.
- Рок-фестиваль «Колючая крапива».
- Шоу байкеров, фаер-шоу, выставка здорового тела в стиле легкого бодибилдинга.
- Экскурсии (например, «Загадка Крапивинского гидроузла»).
- Подъем на аэростате.
- Розыгрыши призов от спонсоров[30]

#### Результаты
Фестиваль стал ключевым событием посёлка:
- В 2021 году мероприятие посетило 1000 человек, в 2022 году — 6000, а в 2023 году — 15000.
- Убрано 2 тонны металлолома.
- Созданы уникальные арт-объекты, формирующие открытую галерею промышленного искусства.
- Открыты новые объекты инфраструктуры: скейт-парк, гостиница, три супермаркета[29].

#### Награды
Фестиваль получил множество престижных наград, включая:
- Гран-при Russian Event Awards 2024 в номинации «Лучшее туристическое событие в области культуры и искусства среди городов с населением до 100 000 человек».[31]
- 1 место в конкурсе VISIT KUZBASS 2022.
- 3 место в финале Russian Event Awards 2022.
- Грант Президента РФ за проект по повышению экологической культуры[30].

## Улицы
Изначально улицы в посёлке не имели названий, за исключением бульвара Вучичевича-Сибирского — пешеходной зоны с лестницами, клумбами, детской площадкой и монументом воинам ВОВ. После 2007 года появились названия для основных улиц: почти все дома были отнесены к Центральной улице , а несколько коттеджей на въезде — к Лесной улице .

### Список улиц и территорий
- Центральная улица

Основная улица с многоэтажной застройкой, административными зданиями и магазинами.
- Лесная улица

Улица с частными коттеджами на въезде в посёлок.
- Улица Промплощадка

Территория промышленной зоны с производственными предприятиями и складскими помещениями.
- Бульвар Вучичевича-Сибирского

Пешеходная зона, названная в честь художника Владимира Дмитриевича Вучичевича-Сибирского. Бульвар украшен зелёными насаждениями, клумбами, имеет прогулочные дорожки, детскую площадку и монумент защитникам Отечества.
- Парк «Алея Интернационалистов»

Парк с тематическим пространством металлических скульптур «Планета Железяка» и смотровой площадкой на реку Томь.

### Особенности нумерации домов
Нумерация домов была произведена согласно генплану строительства, который многократно пересматривался. Это привело к особенностям адресации:
- Дом №81 находится на противоположном конце относительно дома №81а.
- За девятиэтажным домом №81а следуют дома №82 и №83.
- Существуют дома с литерами: №4а, №4в, №4д, но отсутствуют дома с литерами №4б и №4г.

Такая система может вызывать сложности при поиске нужного дома.